# Лушпинський Платон Леонтійович

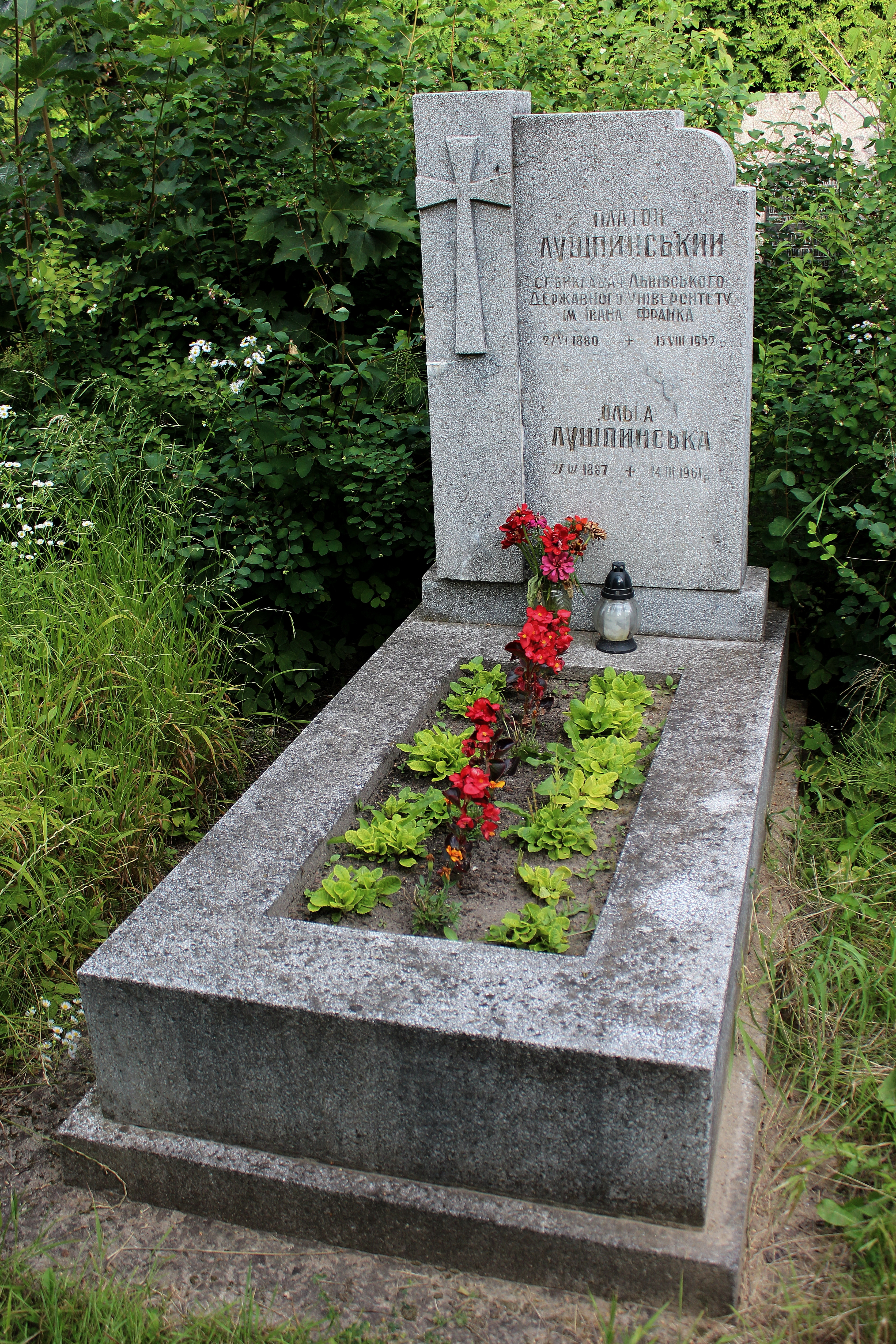

Платон Леонтійович Лушпинський (27 червня 1880, Пилипче — 15 серпня 1952, Львів) — український літературознавець, шевченкознавець, педагог, професор Львівської академічної гімназії, Таємного українського університету у Львові, дійсний член НТШ.

## Життєпис
Народився 27 червня 1880 в селі Пилипчому Борщівського повіту коронного краю Королівство Галичини і Володимирії, Австро-Угорська монархія
(нині с. у складі Іване-Пустенської громади Чортківського району Тернопільської области, Україна) у сім'ї греко-католицького священника о. Леонтія Лушпинського (1844-1911).
У 1886 р. сім'я переїжджає у с. Трибухівці, де батько очолив місцеву парафію. Перші знання Платон отримав вдома завдяки приватному вчителеві. У 1890 році розпочав навчання в Бучацькій василіянській гімназії, від вересня 1893 року вчився в Бучацькій цісарсько-королівській гімназії, після чого в 1894 році переїхав до Станиславова, де протягом чотирьох років начався в тамтешній цісарсько-королівській гімназії, а в 1898 році на відмінно склав іспит зрілости. Його відомими однокласниками у Станиславівській гімназії були:
- Амвросій Андрохович — доктор філософії (1909 р.), дійсний член НТШ (1923 р.);
- Тит Бурачинський — доктор медицини, дійсний член НТШ (1931 р.);
- Юлій Олесницький (1878—1941) — український адвокат, громадський діяч, меценат, брат Євгена Олесницького;
- Олександр Павляк (1876—1939, у 1904 р. суплент, а з 1908 р. до кінця життя — священник у США; у 1904 разом з Амвросієм Андроховичем працювали над каталогом книг, що містилися в книгозбірні Андрея Шептицького;
- Кальмус Маєр — доктор права, у 1912 р. суддя ц.-к. повітового суду в Калуші.[2]

Вищу освіту П. Лушпинський здобував на філософському факультеті Чернівецького університету протягом 1898–1902 р., вивчаючи слов'янську та германську філологію. У 1900 році разом з Василем Сімовичем заснували товариство «Молода Україна», яке долучилося до українського національно-демократичного руху, популяризувало назви «українець», «Україна», а також — літературний гурток, де читали доповіді та дискутували, влаштовували поїздки до хат-читалень у села з просвітницькими рефератами. З Василем Сімовичем, який склав матуру 1899 р., Платон був знайомий ще зі стін Станиславівської гімназії. Вони обидва потрапили під вплив викладача Степана Смаль-Стоцького, й обидва за прикладом наставника пов'язали своє життя з шевченкознавством.
9 травня 1901 р. у Чернівцях відбулися зібрання на честь приїзду до міста Лесі Українки. Вечірку хотіли влаштувати «молодо-українці», але «Буковинський Боян» перехопив і влаштував сам у залі Народного дому. Так було краще, бо зібрання набрали характеру загального свята. Майже всю програму заповнили члени «Молодої України». Виклад був Василя Сімовича, декламував Платон Лушпинський. Леся Українка коротко, кількома словами, дякувала дорогим землякам за милу гостину, за теплі привітання, за декламацію. Функції організаторів вечірки, окрім «Бояна», узяло на себе товариство «Молода Україна», яке репрезентував Сімович Василь Сімович. За спогадами Ілярія Карбулицького, Леся Українка прийшла на зустріч разом з Ольгою Кобилянською. Спочатку її тепло привітав університетський професор Степан Смаль-Стоцький. «Опісля, — пише Ілярій Карбулицький, — мав тодішній студент Василь Сімович гарну лекцію про літературну діяльність Лесі Українки та її значення в українській літературі».
19 лютого 1903 р. за розпорядженням ц.-к. Крайової шкільної ради призначений заступником учителя у Львівській гімназії ім. Франца Йосифа, в якій навчав до 20  вересня 1905 р. Одночасно з навчанням постійно відвідував Львівського університету, де слухав лекції з граматики санскриту, історії мистецтв, історії грецького красномовства.
3 лютого 1905 за розпорядженням ц.-к. Крайової шкільної ради переведений на посаду заступника вчителя у Бережанську гімназію, якій він працював до 26 серпня 1905 р.
Про викладання в стінах Бережанської гімназії залишив спогад його сучасник:
«Плятон Лушпинський був властиво германістом. Українська мова була його другорядним предметом, і навчав її лише тому, що не мав достатньої кількости годин німецької мови. Вчив нас лише півроку — в другому півріччі першої кляси. Був він досить нервовий і часто виходив із себе. Був радше науковцем із нахилом до філософії. Не мав належного підходу до малих учнів, через те результати його навчання були невеликі. Ця негативна риса була властива не тільки йому. Плятон Лушпинський був до певної міри диваком. Його дивачність слід би було пов'язати з його старокавалірством».
26 серпня 1905 переведений до Станиславівської ц.-к. гімназії, де працював до 12 вересня 1906 р. Далі протягом двох років був у безоплатній відпустці, під час якої готувався до учительського іспиту. Маючи вільний час, вирушив до Відня, де відвідував лекції в місцевому університеті.
У період з 9 вересня 1908 по 22 липня 1910 — заступник учителя в українській гімназії м. Станиславова. 29 червня 1910 р. у гімназії відбувся концерт пам'яти Бориса Грінченка. Крім вокальних виступів і деклямацій, виголосив свій відчит Іван Рибчин, а кінцеву промову — професор Платон Лушпинський.
В останніх числах травня 1910 р. склав учительський іспит з української та німецької мови в Чернівецькому університеті.
У липні 1910 переведений до гімназії м. Бучача, в якій пропрацював до 1913 р. У цей час активно займався просвітницькою діяльністю. У 1912-1913 р. був головою Бучацької філії товариства «Просвіта». Під час вчителювання в Бучачі Платон зав'язав товариські відносини з місцевим учнем, у майбутньому вояком УСС — Іваном Балюком. Також обидва беруть участь в діяльності місцевої філії «Просвіти». Ймовірно, що їхні зустрічі відбувалися і при неформальній обстановці, оскільки Іван сам був родом з с. Трибухівців біля Бучача, де довгий час служив парохом батько Платона — о. Леонтій Лушпинський, а протягом 1886—1894 р., у часи раннього дитинства, проживав і сам Платон. Мабуть не зміг бути присутній на похороні власного батька у серпні 1911 р., оскільки у цей час протягом 4 липня — 25 серпня 1911 перебував у відрядженні в Берліні.
24 липня 1913 р. отримав звання професора. Того самого місяця переведений до філії Львівської академічної гімназії, в якій пропрацював близько року, оскільки розпочалася світова війна.
З причини недуги був звільнений від військової служби. Протягом 1914-1918 років проживав у будинку своєї сестри Марії у с. Заліссі на Чортківщині.
З 1918 відновлює свою педагогічну діяльність у філії Львівської академічної гімназії та працює у ній до листопада 1934 р. Там він знову зустрічається зі своїм старшим гімназійним колегою з Бучача — Володимиром Масляком, якого також перевели в даний заклад.
Його колега по роботі у закладі Степан Шах відгукується про нього такими словами : "Плятон Лушпинський, працьовитий і глибокої ерудиції вчитель зі склонностями до естетики і філософії. Визначився він на терені школи серйозністю, рішучістю і маломовністю. Професор Лушпинський був типовим старим кавалером давньої дати з усіми — тим людям присущими — прикметами, добрими, благородними і .. дещо смішними ".
Про Платона Лушпинського згадує і випускник академічної гімназії у Львові Л. Щербатюк:
«Учитель німецької мови Платон Лушпинський любив селян. Коли на гімназійному коридорі з'являвся селянин (обов'язково з батіжком у руці, щоб бува не вкрали з воза батяри), — професор Лушпинський зараз же підходив, довго тряс йому руку, розмовляв дружньо й ласкаво. Селянські ж сини, що жили у Львові на „станціях“ (тобто на кватирах у львівських міщан), користувалися у професора Лушпинського одним спеціяльним привілеєм. Коли до такого учня приїжджали у відвідини батьки з села, — він був звільнений того дня від обов'язку готуватися вдома до лекції німецької мови». Автор спогадів писав, що, знаючи про такі привілеї для немісцевих учнів, сам кілька разів згрішив перед педагогом: невиконання домашніх завдань виправдовував відвідинами батьків, які насправді проживали у Львові. Та коли вчитель дізнався праву, то, за зізнанням Л. Щербатюка, «це був страшний день. Лушпинський стояв наді мною і… мовчав. Тільки нижня щелепа в нього тряслася під затиснутими зубами.»
Протягом 1914-1921 — вчитель німецької та української мови у приватній дівочій гімназії Сестер Василіянок у Львові. У 1921–1923 — доцент катедри німецької філології Таємного українського університету у Львові.
У липні 1925 з товаришем по Таємному університеті Володимиром Левицьким здійснюють невелику авантюру. Як колишні пластуни у липні 1925 р. здійснили велосипедну мандрівку Галичиною, побувавши на Лемківщині, Гуцульщині, Покутті та Поділлі. Менш цікаву, на їхню думку, частину шляху вони подолали залізницею. Результатом цієї мандрівки стало видання Володимиром Левицьким невеличкої книжечки, в якій детально описаний маршрут подорожі.
Протягом 7 липня-26 серпня 1930 р. здійснює подорож до м. Дубровника з лікувальною метою. У листопаді 1934 переведений на пенсію.
Протягом листопада 1934 — листопада 1941 проживав у Варшаві. У цей час працював в Українському науковому інституті у Варшаві та бібліотеці Красінських. Брав активну участь у діяльності філологічної секції інституту, досліджував літературну спадщину Шевченка.
З 1937 р. належав до академічного Наукового товариства імені Шевченка.
У 1939 р., імовірно за посередництвом свого старого колеги Василя Сімовича, вийшло друком кілька його розвідок у виданні НТШ «Сьогочасне і минуле» на тематику шевченкознавства.
21 травня 1941 р. на засіданні Наукової Ради УЦК у Кракові мав виголосити доповідь на тему «Шевченкові Гайдамаки».
У своїй автобіографії Платон Лушпинський оминає деякі її моменти. Так, він не наводить даних про свою викладацьку діяльність у приватній дівочій гімназії Сестер Василіянок, опускає дані про свою діяльність в Українському науковому інституті у Варшаві та Науковій Раді УЦК в Кракові. Очевидно, ці дані могли зашкодити Лушпинському під час служби у Львівському університеті, тому він вирішив їх приховати. Протягом німецької окупації Лушпинський активно працює як шевченкознавець. У 1941-1944 р. виходять друком кілька його літературознавчих розвідок на сторінках видання УЦК — «Краківські вісті»
З причини важких умов життя Лушпинський переїжджає з Варшави знову до своєї сестри Марії. Протягом 1942-1945 знову проживав у с. Заліссі на Чортківщині.
15 жовтня 1945 у 65-річному віці призначений виконувачем обов'язків доцента катедри української літератури, а з 15 листопада 1946 — старший викладач катедри німецької філології Львівського університету. Останні роки свого життя проживав у Львові.
Помер 15 серпня 1952 року у Львові, похований разом із сестрою на 85 полі Личаківського цвинтаря.

#### Опубліковані
- Шекспірівська закраска драми Генріха Красінського «Гонта» // Ювілейний збірник на пошану академіка Михайла Сергієвича Грушевського. — К., 1928. — Т. 2. — С. 320—328
- Шевченків «Холодний Яр» // «Україна». Кн. 40. Березень-квітень 1930. — С. 89-105.
- «Естетична аналіза поетичних творів» (1933)
- «Семен Палій у Межигірськім монастирі» // Назустріч. — Львів, 1938
- Логіка думки чи логіка почуття і уяви// Сьогочасне і минуле. — Львів, 1939
- Шевченко і Бєлінський // «Сьогочасне і минуле». — 1939. — № 3–4. — С. 5–22
- «Повне видання творів Т. Шевченка Українським Науковим Інститутом у Варшаві» // «Сьогочасне і минуле». — 1939. — № 3–4. — С. 173—176
- Шевченкові "Гайдамаки " на тлі європейської літератури.(Короткий зміст більшої досі недрукованої праці) // Краківські вісті. — 1941. — № 112 (268). — С. 3-4.
- Шевченко і філософія Фіхте // Краківські вісті. — 1943.
- Й. В. Ґете. «Фавст» (Зміст й пояснення) // Краківські вісті. — 1943.
- Й. В. Гете «Фавст»: зміст і пояснення / Платон Лушпинський. — Передрук зі щоденника «Краківські Вісті» ч.ч. 223—229. — Львів ; Краків : Українське видавництво, 1943. — 52 с.
- Шевченкова поезія п. з. «Муза» // Краківські вісті. — 1944. — № 51-52 (1084/1085, 9-10 бер.). — С. 2-3.[23]

#### Неопубліковані
Рукописи були передані в «Українське видавництво».
- Шевченкові «Гайдамаки» на тлі європейської літератури.
- Барська конфедерація у світлі історії і у зображенні Шевченка.
- Шевченко і М. Чайковський.
- Пісня про Пуласького.
- Чи можна Шевченкові Гайдамаки називати поемою байронівського типу.
- Чи є сліди байронізму в Шевченковій поемі Катерина.

## Сім'я
Народився в багатодітній сім'ї греко-католицького священника о. Леонтія Лушпинського (1844—1911, Трибухівці) та Леонтини Платонівни Денищак (1844—1920, Трибухівці). У подружжя були наступні діти:
1. Іван (1872-1941) — греко-католицький священник, у 1922-1938 парох у с. Товстеньке.
2. Олена (1873-) — дружина священника о. Мар'яна Крушельницького, пароха в Старій Ягільниці на Чортківщині.
3. Марія (1875) — дружина о. Володимира Билинкевича, з яким отримали шлюб 8 жовтня 1901 у Трибухівцях біля Бучача. Проживали в с. Залісся на Чортківщині, де о. Володимир був парохом.
4. Анна — дружина пароха о. Степана Чеховського.
5. Антін-Володимир (13 липня 1882, Пилипче — 1964, Калуш) — священник.
6. Іларіон (28 вересня 1884, Пилипче — 1962, Трибухівці) — греко-католицький священник, громадський діяч, капелан УГА.
7. Ольга (27 квітня 1887, Трибухівці — 14 березня 1961, Львів); похована з братом Платоном на Личаківському цвинтарі.

Протягом свого життя сім'ю П. Лушпинському створити не вдалося.

## Нагороди
Відомо, що на 1918 р. був нагороджений "Ювілейним хрестом в честь 60-річчя правління цісаря Франца Йосифа I для цивільних.